# 1,4-ciclohexanodimetanol
El 1,4-ciclohexanodimetanol, conocido también como CHDM, es un diol alifático de fórmula molecular C8H16O2.
Su estructura comprende un anillo de ciclohexano con dos grupos hidroximetil (-CH2-OH) en los extremos opuestos del mismo. En función de la distribución espacial de dichos grupos respecto al anillo, se distinguen dos  esteroisómeros de este compuesto, cis y trans.

## Propiedades físicas y químicas
El 1,4-ciclohexanodimetanol es un sólido blanco de aspecto ceroso que tiene un olor dulce. Su punto de fusión es 43 °C para el isómero cis y 67 °C para el isómero trans; por encima de esta temperatura es un líquido viscoso, incoloro y transparente.
Su viscosidad a 50 °C es de 877 cP, comparable a la del aceite de ricino.
El punto de ebullición de este diol es 286 °C para la forma cis y 283 °C para la forma trans.
Posee una densidad superior a la del agua, 1,038 g/cm³. En estado gaseoso, es cinco veces más denso que el aire.
El valor del logaritmo de su coeficiente de reparto, logP, es igual a 1,14, lo que denota una solubilidad mayor en disolventes apolares que en agua. Soluble en etanol, en agua su solubilidad estimada es de 4 g/L.
En cuanto a su estabilidad, este compuesto es incompatible con agentes oxidantes fuertes.

## Síntesis
El 1,4-ciclohexanodimetanol se produce por hidrogenación catalítica de tereftalato de dimetilo (DMT). El proceso, que consta de dos pasos, comienza con la conversión del DMT al diéster 1,4-ciclohexanodicarboxilato de dimetilo. La posterior hidrogenación de este compuesto conduce a la formación del 1,4-ciclohexanodimetanol. La relación entre los isómeros cis/trans difiere según el catalizador empleado: 80:20 con Cu4Ru12, 65:35 con RuPt, 88:12 con Ru-Sn y 30:70 con cromito de cobre, catalizador normalmente utilizado en el proceso industrial:
C6H4(CO2CH3)2  +  3 H2   →   C6H10(CO2CH3)2
C6H10(CO2CH3)2  + 4 H2   →  C6H10(CH2OH)2  +  2 CH3OH
Se obtienen como subproductos 4-metilciclohexanometanol (CH3C6H10CH2OH) y 4-metil-4-ciclohexanocarboxilato de metilo (CH3C6H10CO2CH3).

## Usos
El 1,4-ciclohexanodimetanol es precursor de los poliésteres a través de un proceso llamado policondensación. En concreto es uno de los más importantes comonómeros para la producción de tereftalato de polietileno (PET), material con el que se fabrican las botellas de plástico.
Los poliésteres termoplásticos que contienen 1,4-ciclohexanodimetanol presentan mayor consistencia, transparencia y resistencia a los disolventes. Las características exactas de los poliésteres varían desde el poli(tereftalato de 1,4-ciclohexilendimetileno) o PCT,  cristalino y con elevado punto de fusión, hasta los copoliésteres no cristalinos que combinan etilenglicol y 1,4-ciclohexanodimetanol en su estructura. Las propiedades de estos poliésteres también dependen de la proporción cis/trans que posea el 1,4-ciclohexanodimetanol. 
Este diol tiene un bajo punto de fusión y reduce el grado de cristalinidad del homopolímero de PET, mejorando su procesabilidad. Este factor hace que el polímero tienda a degradarse menos a acetaldehído y a otros productos de degradación no deseados.
La policondensación de este diol con cloruro de oxalilo en condiciones básicas sirve para fabricar micropartículas de polioxalato. Estas constituyen un sistema biodegradable y biocompatible para la administración de fármacos, ya que el polioxalato es capaz de hidrolizarse generando compuestos no tóxicos de bajo peso molecular que pueden ser excretados fácilmente del cuerpo.

## Precauciones
El 1,4-ciclohexanodimetanol provoca grave irritación en los ojos.
Es un producto combustible que tiene su punto de inflamabilidad a 161 °C y su temperatura de autoignición a 330 °C.